# دنیس موریسون
دنیس موریسون (انگلیسی: Denise Morrison؛ زادهٔ ۱۳ ژانویهٔ ۱۹۵۴) یک بازرگان اهل ایالات متحده آمریکا است.